# 제1기 슈뢰더 내각
제1기 슈뢰더 내각은 1998년 10월 27일부터 2002년 10월 22일까지 지속하였다. 사민당의 슈뢰더가 총리를, 녹색당의 요슈카 피셔는 부총리 겸 외무장관을 맡았다. 녹색당은 위르겐 트리틴, 레나테 퀴나스트 등 총 4명을 장관으로 배출하였다.

## 장관 목록
| 직함            | 사진 | 성명                                          | 정당   |
| --------------- | ---- | --------------------------------------------- | ------ |
| 총리            |      | 게르하르트 슈뢰더 (1944~)                     | 사민당 |
| 부총리 외무장관 |      | 요슈카 피셔 (1948~)                           | 녹색당 |
| 내무장관        |      | 오토 실리 (1932~)                             | 사민당 |
| 법무장관        |      | 헤르타 도이블러그멜린 (1943~)                 | 사민당 |
| 재무장관        |      | 오스카르 라퐁텐 (1943~) (1999년 3월 11일까지) | 사민당 |
| 재무장관        |      | 베르너 뮐러 (1946~) (1999년 4월 12일까지)     | 무소속 |
| 재무장관        |      | 한스 아이헬 (1941~)                           | 사민당 |
| 경제기술장관    |      | 베르너 뮐러 (1946~)                           | 무소속 |